# جون هيو كاثروود
جون هيو كاثروود (بالإنجليزية: John Hugh Catherwood)‏ هو عسكري أمريكي، ولد في 7 أغسطس 1888 في سبرينغفيلد في الولايات المتحدة، وتوفي في 18 ديسمبر 1930 في إلينوي في الولايات المتحدة.